# Vera Balser-Eberle

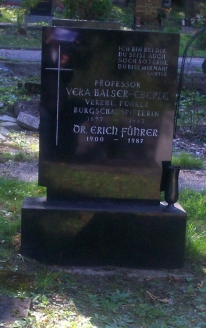
Grabstätte
Vera Eberle-Balser

Vera Balser-Eberle (* 21. Oktober 1897 in Augsburg; † 23. März 1982 in Wien) war eine österreichische Schauspielerin und Ehefrau von Ewald Balser. Später heiratete sie den Rechtsanwalt Erich Führer (1900–1987).
Ihre ersten Bühnenstationen waren Augsburg (1918–1921), Dortmund (1921–23), Basel (1923–25) und München (1929–1931). Von 1931 bis 1964 spielte sie am Wiener Burgtheater. Ab 1940 unterrichtete sie Sprechtechnik am Max Reinhardt-Seminar. Ab 1973 war sie Konsulentin für Sprechtechnik am Burgtheater.
Vera und Erich Führer sind auf dem Neustifter Friedhof (17-11-17) in Wien beerdigt.